# Florian Kapała
Florian Kapała (ur. 28 marca 1929 w Szymanowie, zm. 19 listopada 2007 w Tarnowie) – polski żużlowiec.

## Życiorys
Był jednym z pionierów sportu żużlowego w Polsce. Startował najpierw w drużynie „Motoklub” Rawicz, a potem od początku istnienia Kolejarza Rawicz od 1949 do 1958 był jego zawodnikiem. W barwach Kolejarza dwukrotnie (1953 i 1956) zdobył tytuł indywidualnego mistrza Polski oraz dwukrotnie zdobył medal brązowy (1950 i 1954). W 1954 zespół Kolejarza z Florianem Kapałą zdobywa brązowy medal drużynowych mistrzostw Polski, a w roku następnym drużyna Kolejarza kończy rozgrywki z tytułem wicemistrza Polski.
W 1958 Florian Kapała przeszedł do Stali Rzeszów, gdzie także dwukrotnie zdobył mistrzostwo Polski (1961 i 1962). Był jednym z głównych autorów w zespole „Stali” Rzeszów dwóch złotych medali Drużynowych Mistrzostw Polski w sezonach 1960, 1961. W latach 1962, 1963 zdobył wraz z drużyną Stali srebrne, a w 1966 brązowy medal w tych rozgrywkach.
Startował w finałach Indywidualnych Mistrzostw Świata. Najwyższe miejsce zajął w sezonie 1961 (siódme).
W 1967 obchodził jubileusz 20-lecia startów i z tej okazji otrzymał tytuł „Zasłużonego Mistrza Sportu”.
Po ciężkiej chorobie zmarł w wieku 78 lat.
22 listopada 2007 radny Tomasz Organistka złożył do przewodniczącego Rady Miejskiej Gminy Rawicz projekt uchwały w sprawie nadania stadionowi żużlowemu przy ul. Grota Roweckiego imienia Floriana Kapały.

## Osiągnięcia
Indywidualne Mistrzostwa Świata
- 1959 -  Londyn - jako rezerwowy - nie startował → wyniki
- 1961 -  Malmö - 7. miejsce - 8 pkt → wyniki

Drużynowe Mistrzostwa Świata
- 1961 -  Wrocław - 1. miejsce - 6 pkt → wyniki
- 1962 -  Slaný - 3. miejsce - 5 pkt → wyniki

Indywidualne Mistrzostwa Polski
- 1950 - Kraków - 3. miejsce - 17 pkt → wyniki
- 1953 - 4 rundy - 1. miejsce - 39 pkt → wyniki
- 1954 - 5 rund - 10. miejsce - 15 pkt → wyniki
- 1955 - 4 rundy - 5. miejsce - 37 pkt → wyniki
- 1956 - 3 rundy - 1. miejsce - 44 pkt → wyniki
- 1959 - Rybnik - 3. miejsce - 12 pkt → wyniki
- 1961 - Rzeszów - 1. miejsce - 14 pkt → wyniki
- 1962 - Rzeszów - 1. miejsce - 15 pkt → wyniki

Złoty Kask
- 1961 - 9 rund - 1. miejsce - 96 pkt → wyniki
- 1962 - 8 rund - 2. miejsce - 78 pkt → wyniki

Drużynowe Mistrzostwa Polski. Sezon Zasadniczy Najwyższej Klasy Rozgrywkowej
| Sezon | Klub         | Miejsce | Liga   | Średnia/bg | Średnia/mc | Pkt        | Bonusy | Razem    | Komplety        | Biegi | Mecze |
| ----- | ------------ | ------- | ------ | ---------- | ---------- | ---------- | ------ | -------- | --------------- | ----- | ----- |
| 1963  | Stal Rzeszów |         | 1 Liga | 2,756 (2)  | 11,150 (2) | 111,5 (14) | 1,5    | 113 (16) | 7 (1) - (1 pł.) | 41    | 10    |
| 1964  | Stal Rzeszów | 4       | 1 Liga | 2,600 (1)  | 10,400 (3) | 104 (18)   | 0      | 104 (20) | 3               | 40    | 10    |
| 1965  | Stal Rzeszów | 4       | 1 Liga | 2,271 (10) | 8,750 (12) | 105 (16)   | 4      | 109 (17) | 2               | 48    | 12    |
| 1966  | Stal Rzeszów |         | 1 Liga | 2,028 (18) | 7,100 (21) | 71 (28)    | 2      | 73 (29)  | 1               | 36    | 10    |

W nawiasie miejsce w danej kategorii (śr/m oraz śr/b - przy założeniu, że zawodnik odjechał minimum 50% spotkań w danym sezonie)

## Inne ważniejsze turnieje
Memoriał Alfreda Smoczyka w Lesznie
- 1953 - 3. miejsce - 9 pkt → wyniki
- 1954 - 12. miejsce - 1 pkt → wyniki
- 1955 - 3. miejsce - 11 pkt → wyniki
- 1956 - 1. miejsce - 15 pkt → wyniki
- 1963 - 6. miejsce - 7 pkt → wyniki